# Johannes Heinrich Beckmann

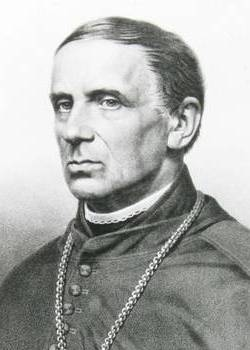
Johannes Heinrich Beckmann (um 1860)

Johannes Heinrich Beckmann (* 23. Juli 1802 in Ostercappeln; † 30. Juli 1878 in Osnabrück) war ein deutscher römisch-katholischer Geistlicher und von 1866 bis 1878 Bischof von Osnabrück.

## Leben
Beckmann wurde am 20. Dezember 1828 in Osnabrück zum Priester geweiht. Von 1858 bis 1866 war er Generalvikar des Osnabrücker Bischofs Paulus Melchers. Am 5. April 1866 wurde er zum Bischof von Osnabrück gewählt und am 22. Juni desselben Jahres von Papst Pius IX. bestätigt. Die Bischofsweihe spendete ihm der inzwischen zum Erzbischof von Köln ernannte Paulus Melchers am 18. Oktober 1866 im Osnabrücker Dom. Mitkonsekratoren waren der Bischof von Hildesheim, Eduard Jakob Wedekin, und der Kölner Weihbischof Johann Anton Friedrich Baudri.
Beckmann war Konzilsvater des Ersten Vatikanischen Konzils.